# Tylenchus cafeicola
Tylenchus cafeicola is een rondwormensoort uit de familie van de Tylenchidae. De wetenschappelijke naam van de soort is voor het eerst geldig gepubliceerd in 1951 door Schuurmans Stekhoven.